# Aleksandr Parchomienko
Aleksandr Jakowlewicz Parchomienko (ros. Александр Яковлевич Пархоменко, ukr. Олександр Якович Пархоменко, Ołeksandr Jakowycz Parchomenko; ur. 12 grudnia?/24 grudnia 1886 w Makarowym Jarze, zm. 3 stycznia 1921 w Buzowcach) – rosyjski robotnik i działacz rewolucyjny, uczestnik rosyjskiej wojny domowej we wschodniej Ukrainie.

## Życiorys
Pochodził z rodziny chłopskiej. Od 1900 pracował w fabryce parowozów w Ługańsku. W 1904 wstąpił do partii bolszewickiej. Brał udział w rewolucji 1905 roku, dowodząc zbrojnym oddziałem robotników, a następnie chłopów z jego rodzinnej wsi. Był kilkakrotnie aresztowany. Podczas rewolucji poznał i działał pod kierunkiem Klimienta Woroszyłowa, który po 1917 ułatwiał mu karierę wojskową.
W 1916 kierował politycznym, antywojennym strajkiem robotników fabryki amunicji w Ługańsku. W tym samym roku został zmobilizowany do armii rosyjskiej, nie został jednak skierowany na front, lecz przebywał w pułku rezerwy w Woroneżu, nadal prowadząc bolszewicką agitację. Podczas rewolucji lutowej przebywał i działał w Moskwie, następnie wrócił do Ługańska i tworzył tam jednostki Czerwonej Gwardii. Brał udział w tworzeniu struktur władzy bolszewickiej w Donbasie po rewolucji październikowej. Uczestniczył w walkach z białymi Kozakami atamana Kaledina (brał również udział w represjach wymierzonych w Kozaków) oraz w walkach z oddziałami Ukraińskiej Centralnej Rady. W marcu 1918 został szefem sztabu dowodzonego przez Woroszyłowa oddziału walczącego z wojskami niemieckimi na Ukrainie. Razem z Woroszyłowem opuścił w czerwcu 1918 Ukrainę, wycofując się do Carycyna.
W październiku 1918 został pełnomocnikiem rewolucyjnej rady wojskowej 10 Armii. W styczniu 1919 powierzono mu stanowisko komisarza wojskowego guberni charkowskiej, szefa garnizonu charkowskiego oraz pełnomocnika ds. zaopatrzenia Charkowskiego Okręgu Wojskowego. Brał udział w tłumieniu powstania Hryhorjewa. 15 maja dowodzone przez niego oddziały wyparły z Jekaterynosławia zwolenników Hryhorjewa. Parchomienko polecił przy tym rozstrzelać co dziesiątego wziętego do niewoli powstańca, a kilka tysięcy uczestników wystąpienia wtrącił do więzienia. Udało im się podnieść nowy bunt, w wyniku którego bolszewickie oddziały jeszcze na kilka dni musiały opuścić miasto. W czerwcu tego samego roku dowodził nieudaną obroną Charkowa przed białymi Siłami Zbrojnymi Południa Rosji, ponosząc całkowitą klęskę w starciu z Armią Ochotniczą pod dowództwem gen. Władimira Maj-Majewskiego. Czerwoni musieli opuścić Charków 27 czerwca 1919 r.
W grudniu 1919 r. Parchomienko został pełnomocnikiem rady rewolucyjno-wojskowej 1 Armii Konnej, zaś w kwietniu 1920 r. dowodził 14 dywizją kawalerii. W 1920 r. brał udział w wojnie polsko-bolszewickiej.
Jesienią tego samego roku brał udział w operacji północnotaurydzkiej przeciwko Siłom Zbrojnym Południa Rosji. W grudniu tego samego roku, po tym, gdy oddziały białych zostały zmuszone do opuszczenia Krymu, a Armia Czerwona podjęła walkę z anarchistami Nestora Machny, z którymi wcześniej współdziałała, Parchomienko został skierowany do walki z machnowcami i zginął w zorganizowanej przez nich zasadzce.

## Upamiętnienie
W radzieckiej historiografii i propagandzie Aleksandr Parchomienko należał do najsilniej eksponowanych postaci bohaterów wojny domowej. W 1942 r. powstał poświęcony mu film biograficzny Aleksandr Parchomienko, w którym tytułową rolę zagrał Aleksandr Chwyla.
Imię Parchomienki nadano jego rodzinnej wsi, a także licznym ulicom, kołchozom i przedsiębiorstwom w ZSRR.